# Jagdgeschwader 105
Das Jagdgeschwader 105 war ein Verband der Luftwaffe der Wehrmacht im Zweiten Weltkrieg.

## Geschichte
Der Geschwaderstab und die I. Gruppe des Jagdgeschwaders 105 entstanden am 25. Februar 1943 im deutschbesetzten Frankreich in Villacoublay-Nord (Lage) aus der Jagdfliegerschule 5. Die II. Gruppe bildete sich am 15. Oktober 1944 aus der I. Gruppe des Jagdgeschwaders 117 in Brieg. (Lage) Das Geschwader war während seiner gesamten Bestehenszeit eine Ausbildungseinheit und war der 4. Fliegerschuldivision der Luftflotte 10 unterstellt. Es wurde am 16. April 1945, noch vor der bedingungslosen Kapitulation der Wehrmacht, aufgelöst.

## Kommandeure

### Geschwaderkommodore
| Dienstgrad | Name              | Zeit                                     |
| ---------- | ----------------- | ---------------------------------------- |
| Major      | Richard Leppla    | 25. Februar 1943 bis 31. August 1943     |
| Hauptmann  | Helmut-Felix Bolz | 1. September 1943 bis 30. September 1944 |
| Major      | Richard Leppla    | 1. Oktober 1944 bis 16. April 1945       |

### Gruppenkommandeur
I. Gruppe
- Hauptmann Otto Bertram, 25. Februar 1943 bis 13. September 1943[10]
- Hauptmann Jürgen Hepe, September 1943 bis 15. September 1944[11]
- Hauptmann Erich Vollmer, 16. September 1944 bis 30. September 1944[12]
- Hauptmann Hans Specht, 1. Oktober 1944 bis 30. März 1945[13]

II. Gruppe
- Major Kuno Ebeling, 15. Oktober 1944 bis 30. März 1945[14]